# 乌巴 (口号)
乌巴（意即“改变”）是马来西亚民主行动党支持者喊出的一句口号，始于2011年4月的砂拉越州选举，后来也成为民联支持者的共同口号。 “乌巴”的意思是“改变”，目的是呼吁合格选民把握手上的选票，选出能够为民服务的民意代表，抵制贪污腐败的政府，支持清廉的政党执政。

## 政治宣传及衍生作品
2009年12月19日，人民公正党、民主行动党、伊斯兰党三党代表在首届民联大会商讨共同的政策，制定由三党领袖联合签署的《共同纲领》（Dasar Bersama），以求在执政以后，能够对政、经、文、教等各领域进行全面改革。
2010年12月20日，民联在第2届民联大会推介基于《共同纲领》，由人民公正党实权领袖拿督斯里安华·伊布拉欣、民主行动党国会领袖林吉祥、伊斯兰党主席拿督斯里哈迪·阿旺联合签署的《橙皮书》，又名《百日新政，救国十方！》、《挽救大马，改朝换代！》。
2011年4月，民主行动党在砂拉越州选举使用犀鸟做为吉祥物，称为“乌巴鸟”，并以“改变”（Ubah）为口号，以及设立“ubah.my”的网站； 同年6月，人民公正党也在砂拉越提出“砂拉越改革运动”（Sarawak for Change）的政治运动，以期在第13届全国大选促成政治改革。
2012年3月，坊间有传言国会将在同年解散，并于6月～9月期间举行大选。 民主行动党发表《明天：民主行动党第13届全国大选竞选主题曲》的宣传歌曲，并陆续推出华语、马来语、淡米尔语、卡达山语的语言版本。
2013年马来西亚大选竞选期间，民主行动党设立“UbahTV”网络媒体，直播选举人在竞选期间的政治讲座。

### 乌巴鸟
“乌巴”的擬人化形象是一只犀鸟，由民主行动党职员黄隆汉原创，民联主办的讲座活动常见以“乌巴鸟”为主题的商品，包括鸭舌帽、明信片、绒毛娃娃、吊饰等副产品，作为宣传与筹募竞选资金的目的。
第13届全国大选期间，网络和社交网站也出现各种以“乌巴”二次创作的大头贴，多是以犀鸟为主题，搭配政党的旗帜，包括“乌巴鸟”（民主行动党），以及衍生的“蓝鸟”（人民公正党）、“青鸟”（伊斯兰党）；除了犀鸟之外，也有以动漫人物或超级英雄为题的大头贴。

### 乌巴火箭风
《乌巴火箭风》（Ubah Rocket Style）是民主行动党在第16届的代表大会上，模仿韩国流行舞曲《江南风》的创作，短片中讽刺马来西亚国内的各种政治及腐败课题；并于2013年1月1日，正式发布马来语、英语、华语、淡米尔语四种语言的完整版本。

### 水上乌巴
“水上乌巴”（Water Ubah）又称为“我的乌巴”，是模仿放置在香港维多利亚港的巨型黄鸭的充气橡皮乌巴，于2013年7月11日在槟城新关仔角“下水”，槟城州政府将“水上乌巴”推介为槟城的旅游景点。 民众对“水上乌巴”的评价褒贬皆有之，舆论尤其着重于州政府涉及创意抄袭及滥用政府资源为执政党宣传。

### 第13届全国大选竞选主题曲
《民主行动党第13届全国大选竞选主题曲》（Lagu Tema Kempen DAP Pilihanraya ke-13）是民主行动党在第13届全国大选的政治宣传歌曲。源于2012年3月，坊间有传言国会将在同年解散，并于6月～9月期间举行大选， 所以民主行动党于2012年4月发表这首歌曲，并陆续推出华语、马来语、淡米尔语、卡达山语的版本，四个版本的演唱、填词、标题、主旨并不完全相同。
版本一：《明天》（华语）
填词：管启源、邹宇晖
作曲：宇珩
MV导演：何宇恒
版本二：《Ubah》（马来语“改变”）
填词：陆兆福（Anthony Loke Siew Fook）
作曲：宇珩（Yu Heng）
MV导演：丘家权（Shoo Jia Keng）
版本三：《Maatram》（淡米尔语“改变”）
填词：陆兆福（Anthony Loke Siew Fook）
改编：Mista-G
作曲：宇珩（Yu Heng）
MV导演：黄隆汉（Ooi Leng Hang）
版本四：《Umohon》（卡达山语“改变”）
填词：陆兆福（Anthony Loke Siew Fook）
改编：Aloysius Sikuis
作曲：宇珩（Yu Heng）
MV导演：丘家权（Shoo Jia Keng）

## 2013年大选
2013年马来西亚大选竞选期间，“乌巴”衍生出另一个有相同意义的口号——“印尼咖哩辣”（马来语“就是这一次！”的谐音），呼吁人民做出明智的选择，改朝换代在今朝。 国阵支持者喊出的口号是“要稳定，不要乱”，以示国家在国阵政府的治理下，社会繁荣，国泰民安，不需要做出改变。

## 脚注
1. 1 2  翁慧琪. . 独立新闻在线. 2011-12-30  [2013-05-01]. （原始内容存档于2012-02-15）.
2. ↑  . 星洲日报. 2009-12-19  [2013-05-01]. （原始内容存档于2016-01-20）.
3. 1 2  . 中国新闻网. 2012-03-28  [2013-05-01]. （原始内容存档于2016-03-05）.
4. ↑  . 当今大马. 2009-12-19  [2013-05-01]. （原始内容存档于2016-01-20）.
5. 1 2  . 光华日报. 2013-04-24  [2013-05-01]. （原始内容存档于2013-04-27）.
6. ↑  . 火箭报. 2012-12-28  [2013-05-01]. （原始内容存档于2013-01-04）.
7. ↑  梁友瑄. . 当今大马. 2013-07-23  [2013-09-01]. （原始内容存档于2016-03-04）.
8. ↑  刘嘉铭. . 当今大马. 2013-07-12  [2013-09-01]. （原始内容存档于2013-07-15）.
9. ↑  高嘉琪. . 当今大马. 2013-07-15  [2013-09-01]. （原始内容存档于2016-03-05）.
10. ↑  . 南洋商报. 2013-04-29  [2013-04-30]. （原始内容存档于2016-03-04）.
11. ↑  . 南洋商报. 2013-04-30  [2013-05-01]. （原始内容存档于2016-03-04）.